# Eclissi solare del 1º luglio 2011
L'eclissi solare del 1º luglio 2011 è un evento astronomico che ha avuto luogo il suddetto giorno dalle ore 7:53 UTC alle 9:22 UTC.
È stata visibile solo nel tratto di mare che separa Sudafrica ed Antartide, in una zona prevalentemente disabitata.
La Luna è passata davanti al Sole coprendolo in minima parte, guardando il cielo dall'Europa si vedranno i due corpi sfiorarsi.
L'eclissi maggiore è stata visibile alle coordinate 65.2S 28.6E, a circa 450 km dalla costa antartica settentrionale alle ore 8:39 UTC.

## Simulazione zona d'ombra

Ombra generata dall'eclissi.